# Vụ đánh bom Ürümqi 1992
Vụ đánh bom Ürümqi diễn ra vào ngày 05.2.1992, trong số bốn quả bom đặt trong các tòa nhà công cộng tại Urumqi, Tân Cương, Trung Quốc, hai trên xe buýt đã phát nổ. Các sự cố dẫn đến 3 người chết, và bị thương 23 người.

## Bối cảnh
Căng thẳng tiếp tục tại Tân Cương đã là một nguồn gốc của chủ nghĩa khủng bố ở Trung Quốc. Xung đột về văn hoá, khát vọng đọc lập của người Duy Ngô Nhĩ lại nổi lên trong những năm 1960.

## Liên kết
- 新疆遭遇的暴力恐怖事件(cn) Lưu trữ ngày 29 tháng 9 năm 2007 tại Wayback Machine
- 新疆曾遭遇暴力恐怖高峰(cn)